# Saint-Christophe (Vienne)
Saint-Christophe è un comune francese di 358 abitanti situato nel dipartimento della Vienne nella regione della Nuova Aquitania.

## Società

### Evoluzione demografica
Abitanti censiti